# Oskar Gyldmark
Oskar Gyldmark, född 11 mars 1893, död 8 april 1977, var en dansk kompositör. Han var bror till Sven Gyldmark.
Oskar Gyldmark fick utbildning till organist i Köpenhamn av Arthur Allin i orgel och musikteori samt av Hans Almdal i piano. Han bedrev därefter en omfattande konsertverksamhet i hela Danmark. Från 1927 var Gyldmark ledare för manssångkören Brage och från 1940 för De samvirkende københavnske Arbejdersang-kor och De sjællandske Provinsarbejderes Kor. Gyldmark skrev orkesterverk, bland annat sviter, men främst en mängd solo- och manskörsånger.